# NEU
『NEU』（ノイ）は、日本のバンド、POLYSICSのオリジナル・アルバム。2000年9月20日に発売。発売元はキューンレコード。2003年7月15日にはUS盤が発売された。初回限定カラーケース仕様。
メジャー初のフルアルバムで、収録曲はは5日間で全部出来たという。

## 収録曲
- 全作詞・作曲：Hiroyuki Hayashi　編曲：POLYSICS

1. go ahead now! (3:10)
2. MS-17 (2:46)
3. XCT (3:08)
1stシングル曲。
4. S.V.O (2:33)
5. MAKING SENSE (3:50)
6. each life each end -sputnikless mix (3:10)
2ndシングル曲のアルバムバージョン。
7. DISORDER (2:48)
8. CY/CB (1:58)
9. X-RAYS (this is my life) (4:14)
10. WHAT (5:19)
11. PLASTER CASTER (2:24)
12. URGE ON!! -velocity2 (3:23)
1stシングル「XCT」収録曲のアルバムバージョンで、イントロが短くカットされている。
13. I'm a worker (2:36)
14. BLACK OUT FALL OUT (3:55)
US盤にのみ収録。